# Новий Белград (станція)
Станція Новий Белград (серб. Нови Београд, Novi Bogard) — залізнична станція, розташована в районі Новий Белград (Белград, Сербія).